# Gmina Dornava
Gmina Dornava (słoweń.: Občina Dornava) – gmina w Słowenii. W 2002 roku liczyła 2500 mieszkańców.

## Miejscowości
Miejscowości wchodzące w skład gminy Dornava:

- Bratislavci
- Brezovci
- Dornava – siedziba gminy
- Lasigovci
- Mezgovci ob Pesnici
- Polenci
- Polenšak
- Prerad
- Slomi
- Strejaci
- Strmec pri Polenšaku
- Žamenci